# Croci di mercato

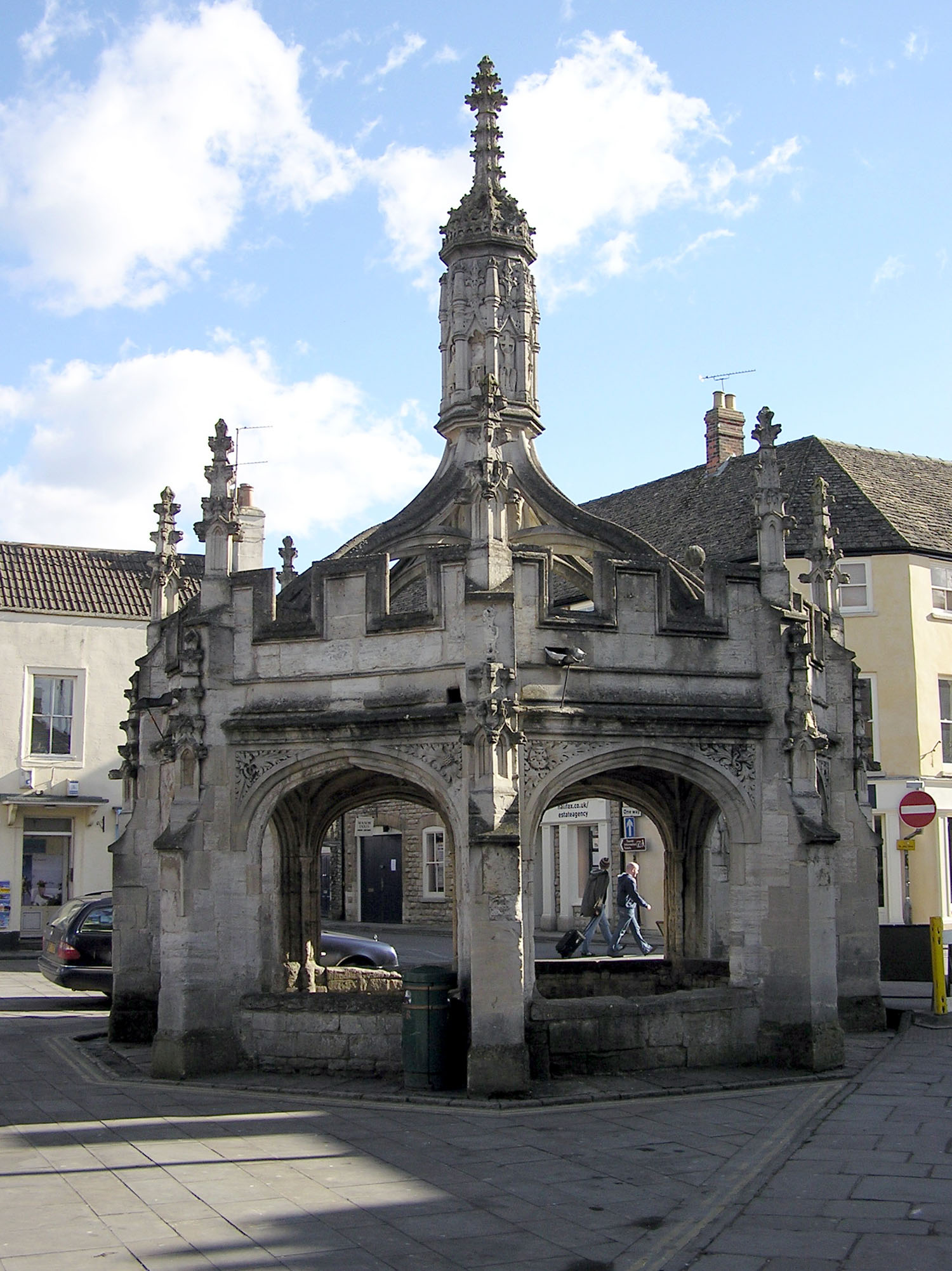
Malmesbury Market Cross

Le croci di mercato (Market crosses in inglese) sono dei monumenti posti a segnalare le piazze del mercato nelle città di mercato britanniche. Nell'alto medioevo questi monumenti erano semplici grandi croci in pietra all'interno delle piazze, spesso scolpite o decorate. Esse sono reperibili nelle principali città di mercato inglesi e scozzesi, dove sono conosciute come mercat crosses. Successivamente i coloni britannici impiantarono queste croci anche nelle città che fondarono in Canada e in Australia. Le croci vennero abbellite e decorate con guglie, obelischi e croci come quella di Stalbridge, Dorset, oppure coperte con delle vere e proprie strutture come la Chichester Cross. Altre vennero invece costruite in legno come a Wymondham, nel Norfolk.

## Città e villaggi della Gran Bretagna con una croce di mercato
Aberdeen, Alfriston, Alnwick, Alston, Ambleside, Ashbourne, Askrigg, Banbury, Barnard Castle, Bedale, Bedlington, Belford, Beverley, Bingham, Binham, Boroughbridge, Bovey Tracey, Bungay, Burnley, Bury St Edmunds, Carlisle, Castle Combe, Chapel-en-le-Frith, Cheddar, Chester, Chichester, Chipping Sodbury, Corfe Castle, Colne, Clowne, Corby Glen, Corfe castle, Coventry, Cricklade, Darlington, Devizes, Dunstable, Dunster, Edimburgo, Easingwold, East Hagbourne, Elstow, Epworth, Frome, Glasgow, Glastonbury, Grantham, Greenlaw, Guisborough, Harringworth, Helmsley, Henley-in-Arden, Hereford, Higham Ferrers, Highburton,  HowdenHolt, Huddersfield, Keighley, Kirkby-in-Ashfield, Kirkby Lonsdale, Kirkby Malzeard, Leicester, Leighton Buzzard, Lerwick, Maiden Newton, Malmesbury, Masham, Maybole, Mildenhall, Milnthorpe, Minchinhampton, Newport, North Walsham, Northallerton, Oakham, Old Buckenham, Pembroke, Poulton-le-Fylde, Repton, Ripon, Saffron Walden, Salisbury, Selby, Shap, Shepton Mallet, Somerton, Spilsby, St Albans, Stalbridge, Stow-on-the-Wold, Sturminster Newton, Swaffham, Swinton, Wells, West Burton,  Wigtown (x2), Winchester, Witney, Wymondham.